# Лукин, Владимир Петрович
Влади́мир Петро́вич Луки́н (род. 13 июля 1937, Омск) — российский дипломат, политик, учёный-историк и политолог. Доктор исторических наук, профессор. Сенатор Российской Федерации с 23 сентября 2016 по 24 сентября 2021 года.
Чрезвычайный и полномочный посол (1992), посол Российской Федерации в США (1992—1994), уполномоченный по правам человека в Российской Федерации (2004—2014). Президент Паралимпийского комитета России (1997—2021).

## Биография
Родители, партработники, были репрессированы во время ежовщины через несколько дней после его рождения: отец до, а мать спустя некоторое время после его рождения; воспитывался у родственников. По его собственным словам, родился «когда отца посадили в тюрьму, а мама ходила в ЧК доказывать, что её муж не „враг народа“. А однажды ушла и не вернулась… На сей миг мне исполнилось две недели». Родители были отпущены после того, как НКВД возглавил Лаврентий Берия.
Окончил исторический факультет МГПИ имени В. И. Ленина (1959).
В 1959—1960 годах работал научным сотрудником Государственного исторического музея СССР, в 1960—1961 годах — Музея Революции. 
С 1960 по 1991 год состоял в КПСС.
В 1961—1964 годах — аспирант Института мировой экономики и международных отношений (ИМЭМО) АН СССР, диссертация о международном рабочем движении («Социал-демократия в Южной и Юго-Восточной Азии»). В 1964—1965 годах — научный сотрудник ИМЭМО. Член Союза журналистов с 1968 года.
В 1965—1968 годах — старший референт чехословацкой редакции журнала «Проблемы мира и социализма» (Прага).
В 1968—1987 годах — заведующий сектором дальневосточной политики Института США и Канады АН СССР. Защитил диссертацию по американо-китайским отношениям. Отмечал сам: «Я трудился в Институте Америки и изучал её пятнадцать лет, ни разу не выезжая. Начальству не нравились некоторые аспекты моей жизни — открыто не поддержал интервенцию в Чехословакии, активно дружил с диссидентами…».
В 1987—1989 годах — заведующий отделом Управления стран Тихого океана и Юго-Восточной Азии МИД СССР. В 1989 году — заместитель начальника, заведующий отделом Управления оценок и планирования МИД СССР.
В 1989—1990 годах — руководитель группы анализа и прогнозирования при секретариате Верховного Совета СССР.
В 1990 году был избран народным депутатом РСФСР по 9-му Подольскому национально-территориальному округу (Московская область), баллотируясь в предвыборном блоке «Демократическая Россия». Избран членом Совета национальностей ВС РСФСР по квоте от Сахалина. Являлся членом Конституционной комиссии.
В июне 1990 года был избран председателем комитета ВС РСФСР по международным делам и внешнеэкономическим связям, стал членом Президиума Верховного Совета РСФСР. Вёл работу по подготовке новых договорных межгосударственных отношений с бывшими республиками СССР. 
В 1991 году был включён в состав Коллегии МИД СССР. Был сопредседателем Общества дружбы «СССР-Индия».
В 1991 году был председателем Советского национального комитета по азиатско-тихоокеанскому сотрудничеству.
12 декабря 1991 года, являясь членом Верховного Совета РСФСР, проголосовал за ратификацию беловежского соглашения о прекращении существования СССР. В мае 1992 г. назвал распад СССР трагедией.
В начале 1992 года комитет Лукина был инициатором постановки вопроса о статусе Крыма.
24 января 1992 года получил дипломатический ранг чрезвычайного и полномочного посла. С 24 января 1992 по 8 февраля 1994 года — чрезвычайный и полномочный посол Российской Федерации в США.
С 7 мая 1992 года был постоянным наблюдателем от РФ при Организации американских государств (ОАГ) по совместительству.
В период избирательной кампании 1993 года по выборам в Государственную Думу РФ 1-го созыва вместе с Г. А. Явлинским и Ю. Ю. Болдыревым возглавил избирательное объединение «Явлинский — Болдырев — Лукин». После победы на выборах вошёл во фракцию «Яблоко» и возглавил Комитет Государственной Думы по международным делам.
17 декабря 1995 года был избран депутатом Государственной Думы РФ 2-го созыва по списку «Яблоко». Был переизбран председателем парламентского Комитета по международным делам.
19 декабря 1999 года был избран депутатом Государственной Думы РФ 3-го созыва по списку  «Яблоко». Был членом Комитета Госдумы по делам общественных объединений и религиозных организаций, заместителем председателя Государственной Думы.
Единогласно избирался президентом Паралимпийского комитета России в 1997, 2002, 2006, 2010 и 2014 годах.
Член Международной комиссии по вопросам вмешательства и государственного суверенитета при ООН[когда?].
Журналист «Эха Москвы» Тимур Олевский отмечал, что в 2000 году Лукин «выступал против переговоров с Масхадовым, потому что считал незыблемой территориальную целостность России».
В 2020 году покинул партию «Яблоко», после того, как проголосовал в Совете Федерации за поправки в Конституцию.

## Омбудсмен
В феврале 2004 года был выдвинут президентом В. В. Путиным на пост уполномоченного по правам человека в Российской Федерации. 13 февраля 2004 года Государственная дума избрала В. П. Лукина на эту должность, и, согласно действующему законодательству, он приостановил членство в РДП «Яблоко». В 2016 году восстановил членство в партии.

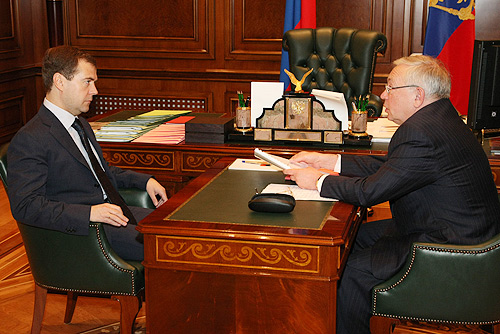
Дмитрий Медведев и Владимир Лукин

Лукин получил известность тем, что подписал договор о сотрудничестве с Министерством обороны РФ (чем вызвал критику комитета «Солдатских матерей») и осудил американский телеканал Эй-Би-Си за показ интервью с Ш. Басаевым. 15 июля 2009 года представители Российской ЛГБТ-сети встретились с Лукиным, после чего правоохранитель отметил, что сексуальные меньшинства обладают такими же правами, как и все остальные люди:

«Если нарушаются права конкретных людей в связи с их ориентацией, мы готовы защищать их права» 
По оценке правозащитника Игоря Петрова это был первый случай в истории России, когда представитель государства официально встретился с ЛГБТ-активистами.
Владимир Лукин не считал, что события 6 мая на Болотной площади в Москве были массовыми беспорядками, подавал жалобы на аресты узников 6 мая. По надзорной жалобе Лукина была изменена мера пресечения на домашний арест Николаю Кавказскому.
В Верховный суд Российской Федерации были поданы иски на действия В. П. Лукина в качестве омбудсмена. Уже в 2006 году на него подала иск о защите деловой репутации администрация города Уфа. В 2007 году на действия Уполномоченного подала иск Е. В. Давыдова, в 2008 году — В. И. Шкурко и А. С. Полянский, в 2009 году — О. В. Катеруша, в 2010 году — О. М. Борисова, П. А. Борисов и О. Б. Сафонова, в 2011 году — О. А. Морозова, Е. Е. Сокольников и В. Н. Пащенко. Ни один из этих исков суд рассматривать не стал.
В начале 2014 года более 130 правозащитников и экспертов подписались под обращением к президенту России и депутатам Государственной думы против избрания Лукина уполномоченным по правам человека на третий срок. В обращении Лукин обвинялся в «ангажированности» и «двойных стандартах», а также в частом игнорировании защиты прав неизвестных людей.
23 января 2014 года Общественная палата РФ поддержала выдвижение Эллы Памфиловой на пост нового уполномоченного по правам человека. Ранее президент РФ Владимир Путин одобрил кандидатуру Памфиловой.
20 февраля 2014 года в результате тяжёлой политической ситуации на Украине, Виктор Янукович позвонил Владимиру Путину и предложил направить в Киев посредника для переговоров между противоборствующими сторонами. Путин решил, что это будет Лукин. Кроме России своих посредников на переговоры прислали Польша (глава МИД Сикорский), Германия (глава МИД Штайнмайер), Франция (глава отдела континентальной европы МИД Франции Эрик Фурнье (фр. Éric Fournier)). В рамках своей деятельности как посредника между противоборствующими сторонами на Украине Лукин единственный отказался подписывать в качестве свидетеля мирный договор между Януковичем и оппозицией:

«Мы его не подписали. Мы решили, что не надо себя связывать какими-то формальными соглашениями, обязательствами и подписями, потому что были вопросы и проблемы, с каким субъектом переговоров мы будем иметь дело в ближайшее время, как будут развиваться события, кто будет отвечать за те решения, которые принимались, и кто за что отвечает вообще.»
В российском МИДе по этому поводу пояснили, что, «это не означает, будто наша страна не заинтересована в поиске компромиссов в соседнем государстве. Напротив, содействие будет оказано и далее».
3 мая 2014 года СБУ получила и обнародовала телефонный разговор Владимира Лукина и лидера сепаратистов Славянска Игоря Стрелкова, в котором они обговаривают детали освобождения захваченных членов миссии ОБСЕ. Позже, на пресс-конференции, Лукин признал факт разговора с Гиркиным.

## Президент Паралимпийского комитета России
Единогласно избирался президентом Паралимпийского комитета России в 1997, 2002, 2006, 2010, 2014 и 2018 годах.

## Член Совета Федерации
С 23 сентября 2016 года по 24 сентября 2021 года являлся членом Совета Федерации Федерального Собрания Российской Федерации. Представитель от исполнительного органа государственной власти Тверской области.

## Личная жизнь
Жена — Лариса Иосифовна Ахматова (1938—2020), выпускница Московского государственного педагогического института им. В. И. Ленина, работала преподавателем русского языка в Московском институте аэрофотосъёмки, геодезии и картографии, в библиотеке МГПИ, преподавала русский язык иностранцам в Праге, после рождения второго ребёнка решила сосредоточить силы и внимание на семье.
Старший сын Александр Лукин (род. 1961) — историк-международник, окончил МГИМО, работал в Китае, в 1990 году избран депутатом Моссовета, возглавлял подкомиссию по межрегиональным связям, учился в аспирантуре в Оксфордском университете (Великобритания), в 1997 году получил степень PhD по специальности «политика», тема диссертации «„Демократические“ группы в Советской России (1985—1991): исследование политической культуры», доктор исторических наук (2006, тема: «Эволюция образа Китая в России и российско-китайские отношения: XVIII—XX вв.»). Директор Центра исследований Восточной Азии и ШОС МГИМО, руководитель департамента международных отношений факультета мировой экономики и мировой политики Высшей школы экономики. Сын — Василий (род. 1985), проректор Дипломатической академии МИД России по научной работе и международной связям.
Младший сын Павел Лукин (род. 1973) — историк-медиевист, учился в МГУ, доктор исторических наук (2014, тема: «Вече в социально-политической системе средневекового Новгорода»), ведущий научный сотрудник Института российской истории РАН, избран профессором РАН (2022).
Владеет английским, французским и испанским языками. Любит играть в футбол и хоккей, болеет за ЦСКА.

## Награды

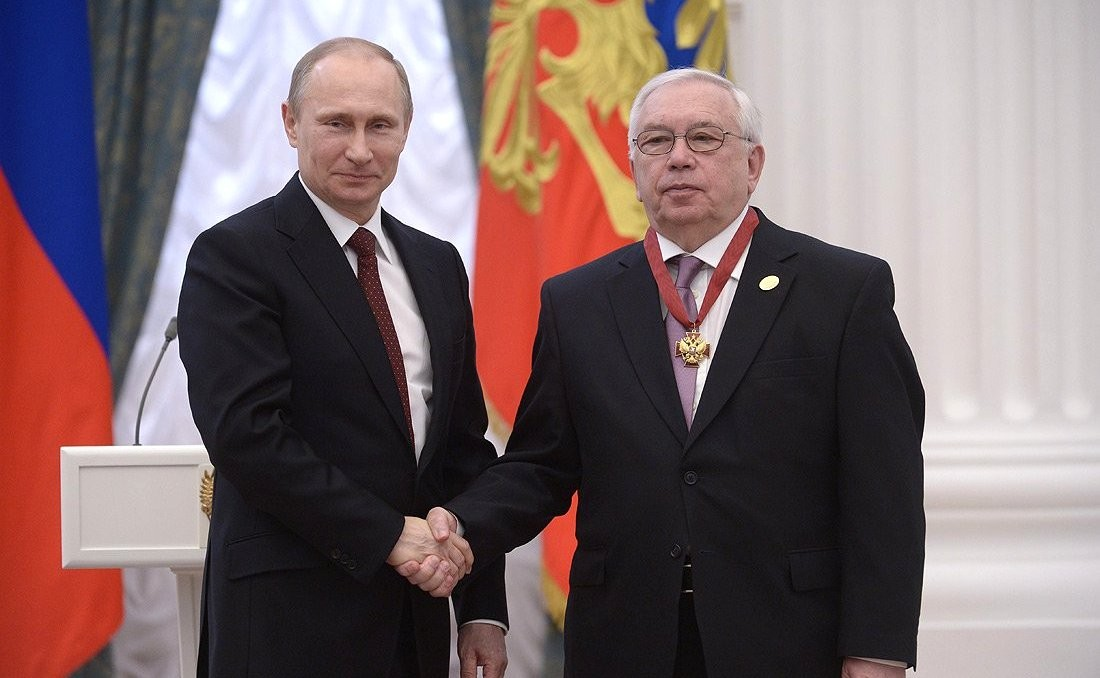
Награждение орденом «За заслуги перед Отечеством» III степени, 24 марта 2014

- Орден «За заслуги перед Отечеством» III степени (24 марта 2014) — за большой вклад в организацию подготовки и проведения XXII Олимпийских и XI Паралимпийских зимних игр 2014 года в Сочи и обеспечение успешного выступления сборных команд России[41].
- Орден «За заслуги перед Отечеством» IV степени (27 января 1998) — за заслуги перед государством, многолетний добросовестный труд и большой вклад в укрепление дружбы и сотрудничества между народами[42]
- Орден Почёта (5 сентября 2022) — за заслуги в научно-педагогической деятельности, подготовке квалифицированных специалистов и многолетнюю добросовестную работу[43]
- Орден «Знак Почёта»[4] (февраль 1986)
- Почётная грамота президента Российской Федерации (12 декабря 2008) — за активное участие в подготовке проекта Конституции Российской Федерации и большой вклад в развитие демократических основ Российской Федерации[44]
- Благодарность президента Российской Федерации (2 апреля 1997) — за активное творческое участие в информационном обеспечении российско-американской встречи в верхах в Хельсинки в марте 1997 г.[45]
- Благодарность президента Российской Федерации (5 мая 2003) — за активное участие в организации и проведении мероприятий Года Украины в Российской Федерации[46]
- Медаль Николая Озерова (Минспорт России, 2016) — за пропаганду физической культуры и спорта[35]
- Медаль «Спешите делать добро» (2005) — за поощрение веры в себя у людей с ограниченными возможностями[47]
- Медаль «За заслуги перед Чеченской Республикой» (2007)[48]
- Паралимпийский орден (Международный паралимпийский комитет, 2014)[49]

## Основные работы
- Политика США в Азии. — М., 1977 (в соавт.);
- США и проблемы Тихого океана. Международно-политические аспекты. — М., 1979 (редактор);
- США и развивающиеся страны (70-е годы). — М., 1981 (в соавт.);
- «Центры силы». Концепции и реальность. — М., 1983;
- Место Китая в глобальной политике США. — М., 1987 (в соавт.);
- Умом Россию не понять (1993);
- Лукин В. П., Уткин А. И. Россия и Запад: общность или отчуждение?. — М.: Сампо, 1995.